# Alex Russell
Alex Russell (Kells, 17 de enero de 1923 - Glengormley, 24 de febrero de 2014) fue un jugador de fútbol británico que jugaba en la demarcación de portero.

## Biografía
Alex Russell debutó como futbolista en 1941 con el Cliftonville FC. Después de tres años, Russell fichó por el Linfield FC. Con el club jugó un total de 600 partidos, y ganó un total de seis NIFL Premiership, seis Copa de Irlanda del Norte y cuatro Copa Ulster. Finalmente en 1960 se retiró a los 37 años de edad. Tras su retiro siguió unido al Linfield FC formando parte del personal del club.
Falleció el 24 de febrero de 2014 en un hospital de Glengormley a los 91 años tras sufrir una corta enfermedad.

## Selección nacional
Jugó un partido con la selección de fútbol de la isla de Irlanda contra Inglaterra el 28 de septiembre de 1946.

## Clubes
| Club            | País              | Año         | Partidos |
| --------------- | ----------------- | ----------- | -------- |
| Cliftonville FC | Irlanda del Norte | 1941 - 1944 | ¿?       |
| Linfield FC     | Irlanda del Norte | 1944 - 1960 | 600      |

## Palmarés

### Campeonatos nacionales
| Título                    | Club        | País              | Año  |
| ------------------------- | ----------- | ----------------- | ---- |
| NIFL Premiership          | Linfield FC | Irlanda del Norte | 1949 |
| NIFL Premiership          | Linfield FC | Irlanda del Norte | 1950 |
| NIFL Premiership          | Linfield FC | Irlanda del Norte | 1954 |
| NIFL Premiership          | Linfield FC | Irlanda del Norte | 1955 |
| NIFL Premiership          | Linfield FC | Irlanda del Norte | 1956 |
| NIFL Premiership          | Linfield FC | Irlanda del Norte | 1959 |
| Copa de Irlanda del Norte | Linfield FC | Irlanda del Norte | 1945 |
| Copa de Irlanda del Norte | Linfield FC | Irlanda del Norte | 1946 |
| Copa de Irlanda del Norte | Linfield FC | Irlanda del Norte | 1948 |
| Copa de Irlanda del Norte | Linfield FC | Irlanda del Norte | 1950 |
| Copa de Irlanda del Norte | Linfield FC | Irlanda del Norte | 1953 |
| Copa de Irlanda del Norte | Linfield FC | Irlanda del Norte | 1960 |
| Copa Ulster               | Linfield FC | Irlanda del Norte | 1949 |
| Copa Ulster               | Linfield FC | Irlanda del Norte | 1956 |
| Copa Ulster               | Linfield FC | Irlanda del Norte | 1957 |
| Copa Ulster               | Linfield FC | Irlanda del Norte | 1960 |